# Ferrari F310
Ferrari F310 и его модификация F310B — гоночный автомобиль, разработанный Джоном Барнардом и командой Scuderia Ferrari, выступавший в Чемпионатах мира Формулы-1 сезонов 1996 и 1997 годов.
В 1997 модернизировал Росс Браун .

## F310
Своё название шасси, по старой классификации Ferrari, получило по конфигурации двигателя: 3 литра, 10 цилиндров (V10).
Шасси получилось неплохим, однако результаты команды страдали из-за низкой надёжности. Шумахер смог выиграть три гонки, но в нескольких гонках его подвела техника, а Ирвайн и вовсе не добирался до финиша в восьми гонках подряд, в основном по причине поломок. Таким образом команде удалось лишь завоевать второе место в Кубке конструкторов далеко позади Williams FW18.

## F310B

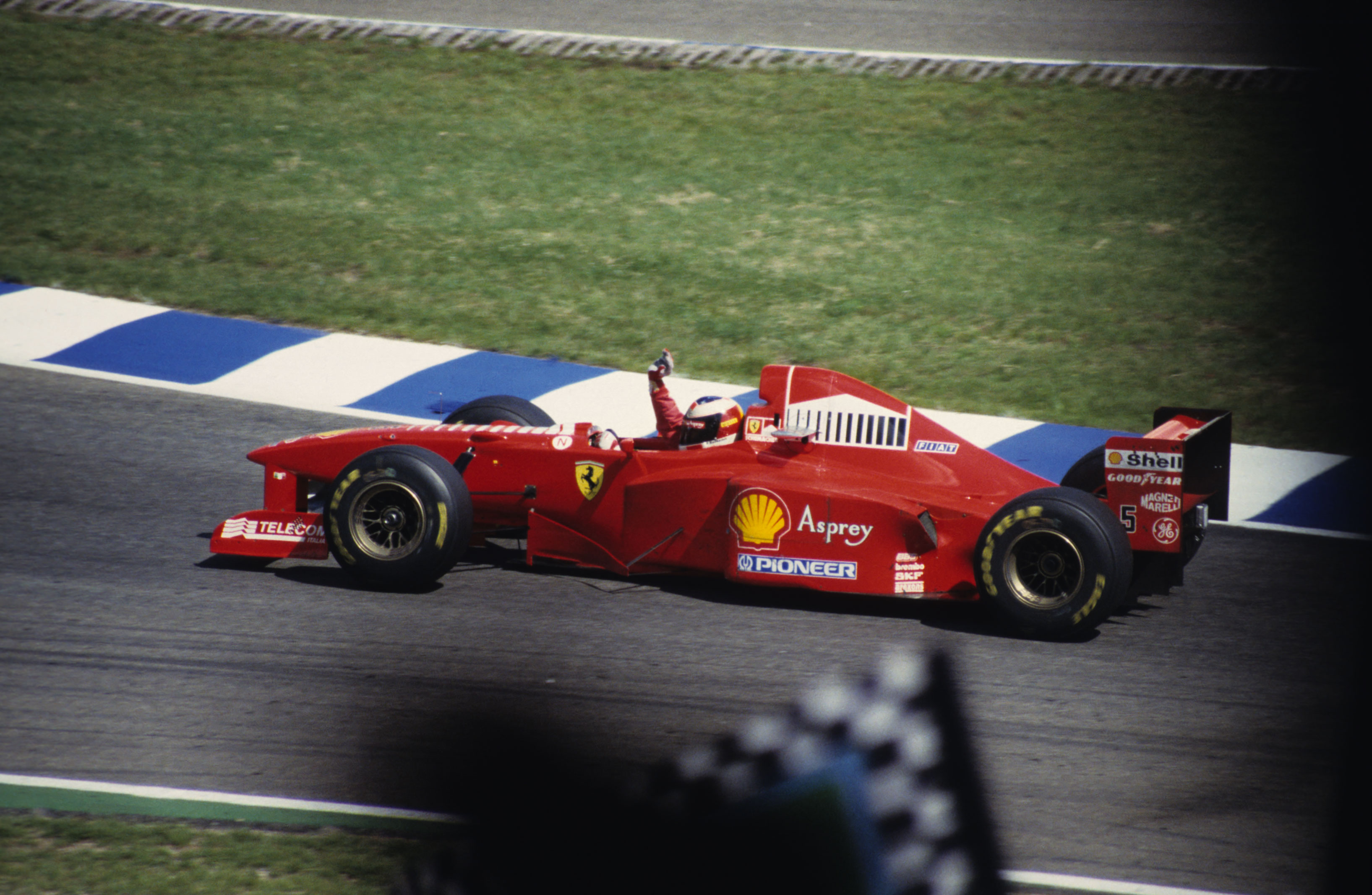
Михаэль Шумахер за рулём F310B на Гран-при Германии 1997 года.

В сезоне 1997 года на модернизированной версии шасси F310B Шумахер смог навязать борьбу Жаку Вильнёву на Williams FW19, который был быстрее и обладал более совершенной аэродинамикой и более мощным двигателем Renault.
Развязка чемпионата наступила в последней гонке на трассе в Хересе. Шумахер, который лидировал в личном зачёте, инициировал столкновение с Вильнёвом, в результате которого сошёл сам. Канадец финишировал третьим и стал чемпионом мира, а Шумахер был дисквалифицирован и лишён всех очков и второго места.
В Кубке конструкторов Ferrari снова заняла второе место.

## Результаты в чемпионате мира Формулы-1
| Легенда к таблице |                                                                    |
| --- | ------------------------------------------------------------------ |
| В таблице перечислены результаты всех Гран-при Формулы-1, в которых использовался автомобиль. Строками таблицы являются сезоны, столбцами — этапы чемпионата мира. В каждой клетке указаны сокращённое название этапа и результат, дополнительно обозначенный цветом. Расшифровка обозначений и цветов представлена в нижеследующей таблице. |                                                                    |
| \| Пример \| Описание \| \| ------------ \| ------------------------------------------------------------------ \| \| 1 \| Победитель \| \| 2 \| Второе место \| \| 3 \| Третье место \| \| 5 \| Финишировал, заработав очки \| \| Сход \| Не финишировал, но при этом заработал очки \| \| 12 \| Финишировал, не получив очков \| \| НКЛ \| Финишировал, но не попал в финальную классификацию \| \| 15 \| Участвовал вне зачёта, либо по отдельной классификации \| \| 18 \| Не финишировал, но попал в финальную классификацию \| \| Сход \| Не финишировал \| \| НКВ \| Не прошёл квалификацию \| \| НПКВ \| Не прошёл предквалификацию \| \| ДСК \| Дисквалифицирован \| \| ИСК \| Исключён из протокола соревнований \| \| ТТ \| Заявлен для участия только в тренировках \| \| НС \| Участвовал в квалификации, но не стартовал в гонке \| \| Т \| Травмирован или болен \| \| ОТК \| Отказ от участия \| \| НТР \| Прибыл на соревнования, но на трассу не выезжал \| \| НПР \| Был заявлен в числе участников, но не прибыл к началу соревнований \| \| О \| Соревнования отменены \| \| \| Не участвовал \| \| Поул-позиция \| \| \| Быстрый круг \| \| |                                                                    |
| Пример | Описание                                                           |
| 1 | Победитель                                                         |
| 2 | Второе место                                                       |
| 3 | Третье место                                                       |
| 5 | Финишировал, заработав очки                                        |
| Сход | Не финишировал, но при этом заработал очки                         |
| 12 | Финишировал, не получив очков                                      |
| НКЛ | Финишировал, но не попал в финальную классификацию                 |
| 15 | Участвовал вне зачёта, либо по отдельной классификации             |
| 18 | Не финишировал, но попал в финальную классификацию                 |
| Сход | Не финишировал                                                     |
| НКВ | Не прошёл квалификацию                                             |
| НПКВ | Не прошёл предквалификацию                                         |
| ДСК | Дисквалифицирован                                                  |
| ИСК | Исключён из протокола соревнований                                 |
| ТТ | Заявлен для участия только в тренировках                           |
| НС | Участвовал в квалификации, но не стартовал в гонке                 |
| Т | Травмирован или болен                                              |
| ОТК | Отказ от участия                                                   |
| НТР | Прибыл на соревнования, но на трассу не выезжал                    |
| НПР | Был заявлен в числе участников, но не прибыл к началу соревнований |
| О | Соревнования отменены                                              |
| | Не участвовал                                                      |
| Поул-позиция |                                                                    |
| Быстрый круг |                                                                    |

| Год  | Шасси | Двигатель              | Шины | Пилоты    | 1    | 2   | 3    | 4    | 5   | 6    | 7    | 8    | 9    | 10   | 11   | 12   | 13   | 14   | 15   | 16   | 17   | Место | Очки |
| ---- | ----- | ---------------------- | ---- | --------- | ---- | --- | ---- | ---- | --- | ---- | ---- | ---- | ---- | ---- | ---- | ---- | ---- | ---- | ---- | ---- | ---- | ----- | ---- |
| 1996 | F310  | Ferrari 046 3,0, V10   | G    |           | АВС  | БРА | АРГ  | ЕВР  | САН | МОН  | ИСП  | КАН  | ФРА  | ВЕЛ  | ГЕР  | ВЕН  | БЕЛ  | ИТА  | ПОР  | ЯПО  |      | 2     | 70   |
| 1996 | F310  | Ferrari 046 3,0, V10   | G    | М.Шумахер | Сход | 3   | Сход | 2    | 2   | Сход | 1    | Сход | НС   | Сход | 4    | 9    | 1    | 1    | 3    | 2    |      | 2     | 70   |
| 1996 | F310  | Ferrari 046 3,0, V10   | G    | Ирвайн    | 3    | 7   | 5    | Сход | 4   | 7    | Сход | Сход | Сход | Сход | Сход | Сход | Сход | Сход | 5    | Сход |      | 2     | 70   |
| 1997 | F310B | Ferrari 046/2 3,0, V10 | G    |           | АВС  | БРА | АРГ  | САН  | МОН | ИСП  | КАН  | ФРА  | ВЕЛ  | ГЕР  | ВЕН  | БЕЛ  | ИТА  | АВТ  | ЛЮК  | ЯПО  | ЕВР  | 2     | 102  |
| 1997 | F310B | Ferrari 046/2 3,0, V10 | G    | М.Шумахер | 2    | 5   | Сход | 2    | 1   | 4    | 1    | 1    | Сход | 2    | 4    | 1    | 6    | 6    | Сход | 1    | Сход | 2     | 102  |
| 1997 | F310B | Ferrari 046/2 3,0, V10 | G    | Ирвайн    | Сход | 16  | 2    | 3    | 3   | 12   | Сход | 3    | Сход | Сход | 9    | 10   | 8    | Сход | Сход | 3    | 5    | 2     | 102  |